# ۱۰۱۱ (میلادی)
۱۰۱۱ (میلادی) هزار و یازدهمین سال تقویم میلادی است.

## مناسبت‌ها
- پایان نگارش شاهنامه فردوسی

‎